# 衢州市博物馆
衢州市博物馆位于中国浙江省衢州市柯城区新桥街98号，府山公园北侧、孔氏南宗家庙东侧，为市级综合性博物馆，国家二级博物馆。该馆创始于1985年，原在孔氏南宗家庙，2004年9月新馆建成开馆，现状建筑面积9400平方米，展览面积3000平方米，分六个展厅，设有“衢州六千年展”和“婺州古瓷展”两个基本陈列，馆藏包括礼贤江山龙骨骼化石、石器、陶瓷器、金银器、铜器、玉器、杂件、书画、古籍以及近现代革命历史文物等。